# Paranotoreas fulva
Paranotoreas fulva är en fjärilsart som först beskrevs av Hudson 1905a.  Paranotoreas fulva ingår i släktet Paranotoreas och familjen mätare. Inga underarter finns listade i Catalogue of Life.